# Fred Smith (bassista)
Fred Smith (New York, 10 aprile 1948) è un bassista statunitense.
Conosciuto per essere stato il primo bassista dei Blondie, divenne membro dei Television quando Richard Hell li abbandonò nel 1975 per fondare gli Heartbreakers.